# Bazilika Dobrého Ježíše
Bazilika Dobrého Ježíše (portugalsky Basílica Bom Jesus) je římskokatolický barokní chrám ve státě Velha Goa v Indii, proslulý hrobem jezuitského misionáře, svatého Františka Xaverského. Roku 1946 byl kostel povýšen na basilicu minor a roku 1986 prohlášen za Světové dědictví UNESCO. Každých 10 let se zde koná poutní slavnost s procesím.
Patří k nejvýznamnějším křesťanským chrámům v Indii a bývá počítám mezi sedm divů architektury portugalského původu; stavba je významným příkladem portugalského koloniálního baroka.

## Historie
Bazilika je jedním z nejstarších křesťanských chrámů, nejen v Goa, ale i v celé Indii. Stavba sálového typu kostela byla zahájena 24. listopadu 1594 jménem portugalského guvernéra v Indii Cochina a guvernéra ostrova Hormuz, Jerónima de Mascarenhas. 15. května 1605 byl kostel dokončen a vysvětil jej arcibiskup Goa Aleixo de Menezes. Stavbu navrhl a vedl Julio Simão (1565–1641), hlavní architekt španělského krále Filipa II. pro indické kolonie, a jezuita Domingos Fernandes. Vedením kostela byli pověřeni jezuité až do doby než byli z Portugalska vyhnáni, později se opět do Goa vrátili. Kostel není stavebním typem baziliky, toto označení získal teprve jako symbolický titul papežským povýšením na basilicu minor v roce 1946.

## Architektura a interiér

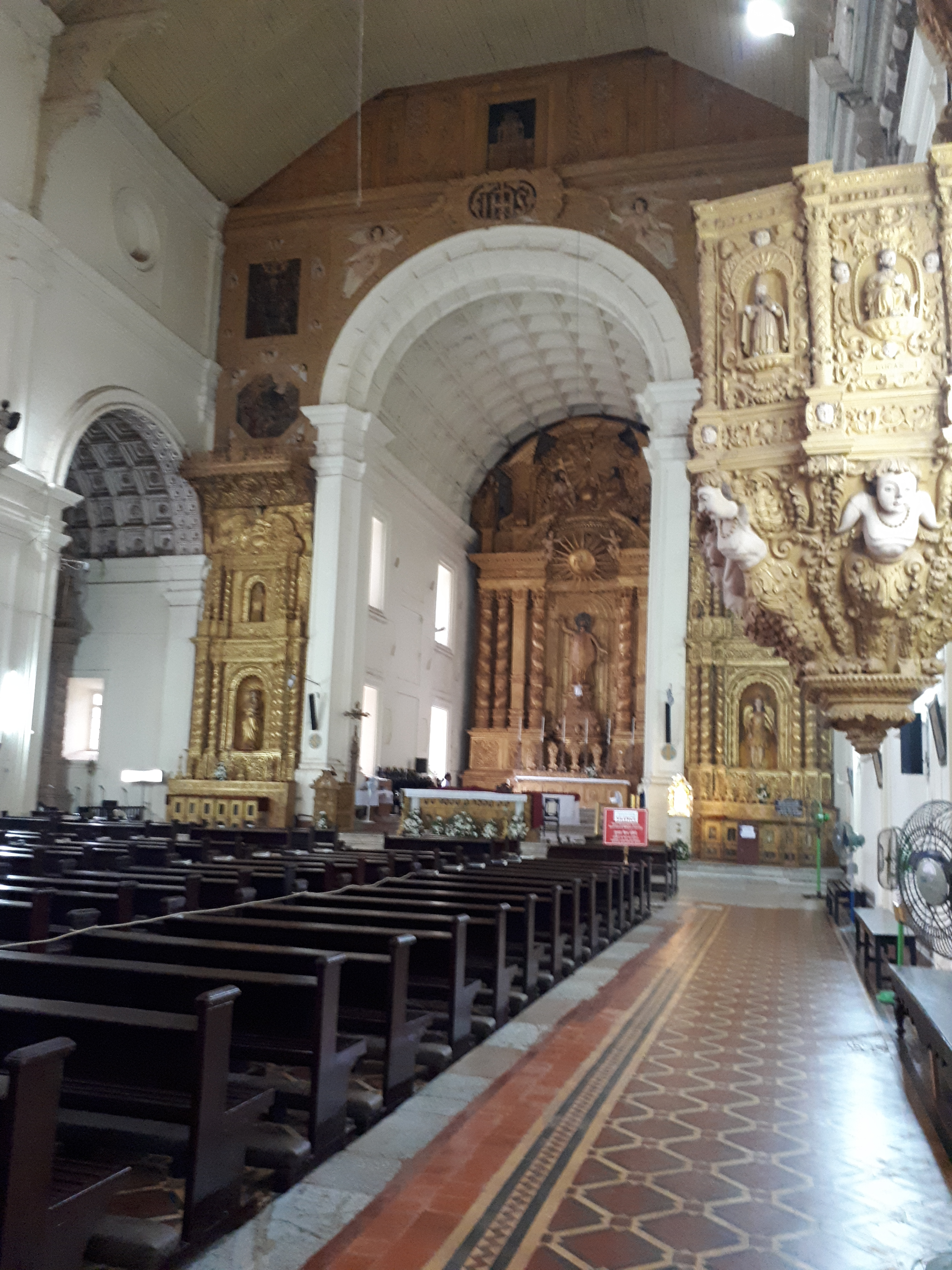
Pohled k hlavnímu oltáři

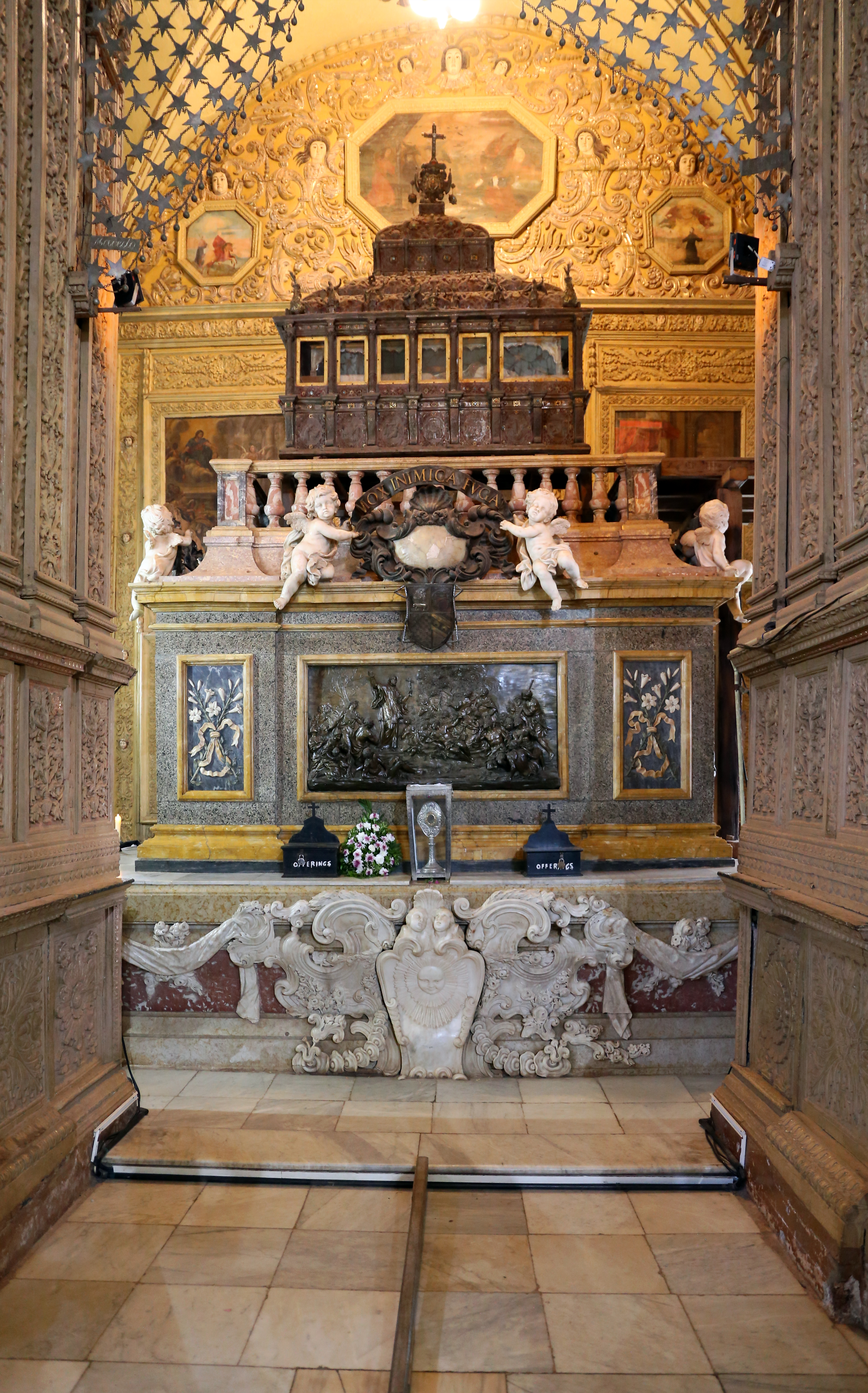
Sarkofág Františka Xaverského

Do chrámu se vstupuje třemi portály, fasáda hlavního průčelí je členěna římsami na tři patra. Sloupy jsou po patrech odstupněny podle klasického Vitruviova řádu na iónský, dórský a korintský. Průčelí zdobí kamenný reliéf jezuitského emblému IHS, nesený sochami andělů. Stavba je po stranách zpevněna mohutnými vnějšími opěráky.
Kostel měří přibližně 56 metrů na délku, je 17 metrů široký a 18,5 metrů vysoký. Byl postaven z červenohnědé místní horniny lateritu. Jde o halový kostel na půdorysu obdélníka s transeptem. Uprostřed kněžiště je klenba prolomená oculem do hranolové věže se zvony. Hlavní oltář je situován na východní straně, je zasazen do poměrně hlubokého výklenku s perspektivně řešeným kazetováním a kónickým záklenkem jako kukátkové jeviště divadla. Kostel má na koncích transeptu dvě výklenkové kaple, přiléhají k němu dvě sakristie.
- Hlavní oltář je asi 16,5 metru dlouhý a 9 metrů široký. Jeho monumentální architektura je nesena třemi páry tordovaných sloupů, ovinutými břečťanem. Sloupy a ostatní dekorace jsou tesané z čediče. Přestože je kostel zasvěcen Ježíši Kristovi, na hlavním oltáři má monumentální dřevořezbu stojícího svatého Františka Xaverského v liturgickém oděvu, jak vzývá Ježíše s pozdviženými pažemi a hlavou obrácenou vzhůru ke slunečnímu kotouči s Kristovým monogramem IHS. V době posvěcení kostela František ještě nesměl být titulárním světcem, svatořečil jej až papež Řehoř XV. 12. března 1622 v Římě.[1] Pozoruhodným detailem přidruženého kultu je kopie sošky Pražského Jezulátka na soklu predely.
- Oltář svatého Antonína Paduánského je pod kůrem.
- Kazatelna je umístěna neobvykle na jižní straně lodi; na baldachýnu: má dřevořezbu Ježíše, na poprsni medailony čtyř evangelistů s jejich symboly (andělem, okřídleným lvem, býkem a orlem), polopostavami čtyř církevních učitelů a okřídlené hlavičky andělů.
- Kenotaf Jerónima Mascarenhase, dobrodince a štědrého dárce kostela stojí ve středu chrámové lodi na severní stěně.

## Mauzoleum svatého Františka Xaverského
Hlavní význam má kostel jako poutní místo svatého Františka Xaverského, který je spolu se svatým Ignácem z Loyoly považován za zakladatele Tovaryšstva Ježíšova a průkopníka asijských misií. František Xaverský zemřel 3. prosince 1552 na malárii na ostrově Sancian cestou do Číny. Již po dvou letech, roku 1554 byly jeho ostatky, další relikvie a oděvy přeneseny do Goa. Mauzoleum vytvořil florentský sochař Giovanni Battista Foggini v 1. polovině 17. století, uprostřed je stříbrný reliéf se scénou evangelizace svatého Františka mezi Indy a Japonci. V nástavci mauzolea stojí sarkofág, obložený stříbrnými tepanými reliéfy a posázený drahokamy, uprostřed je tepaný erb objednavatele. Šesti okénky lze vidět Xaveriovo ležící tělo. Jeho ostatky jsou oděné v autentické červené kasuli a pietně překryté průsvitným mušelínem. Sarkofág daroval toskánský velkovévoda Cosimo III. Medicejský.
Každých deset let se sarkofág otevírá, ostatky se vyjmou a přenesou do otevřené zasklené schrány (rovněž barokního původu), v níž se uctívají o pouti v procesí. Naposledy se tak stalo roku 2014.
V roce 1986 UNESCO zařadilo kostel do souboru „Kláštery a kostely Goa“ na seznam světového dědictví UNESCO. Je registrován pod číslem 11435 v portugalské památkové databázi, která zahrnuje i památky z bývalých portugalských kolonií.

## Galerie

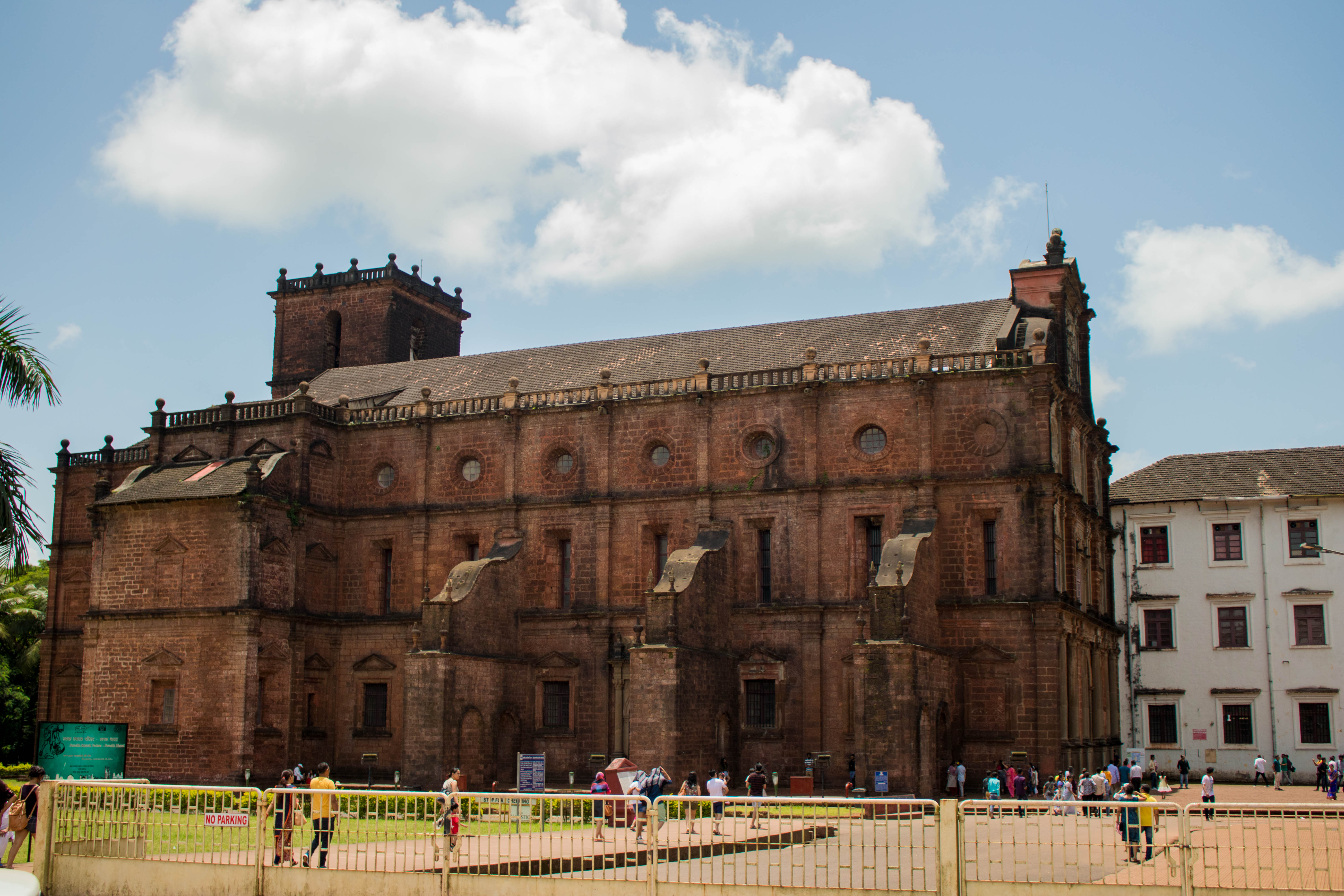
Severní fasáda
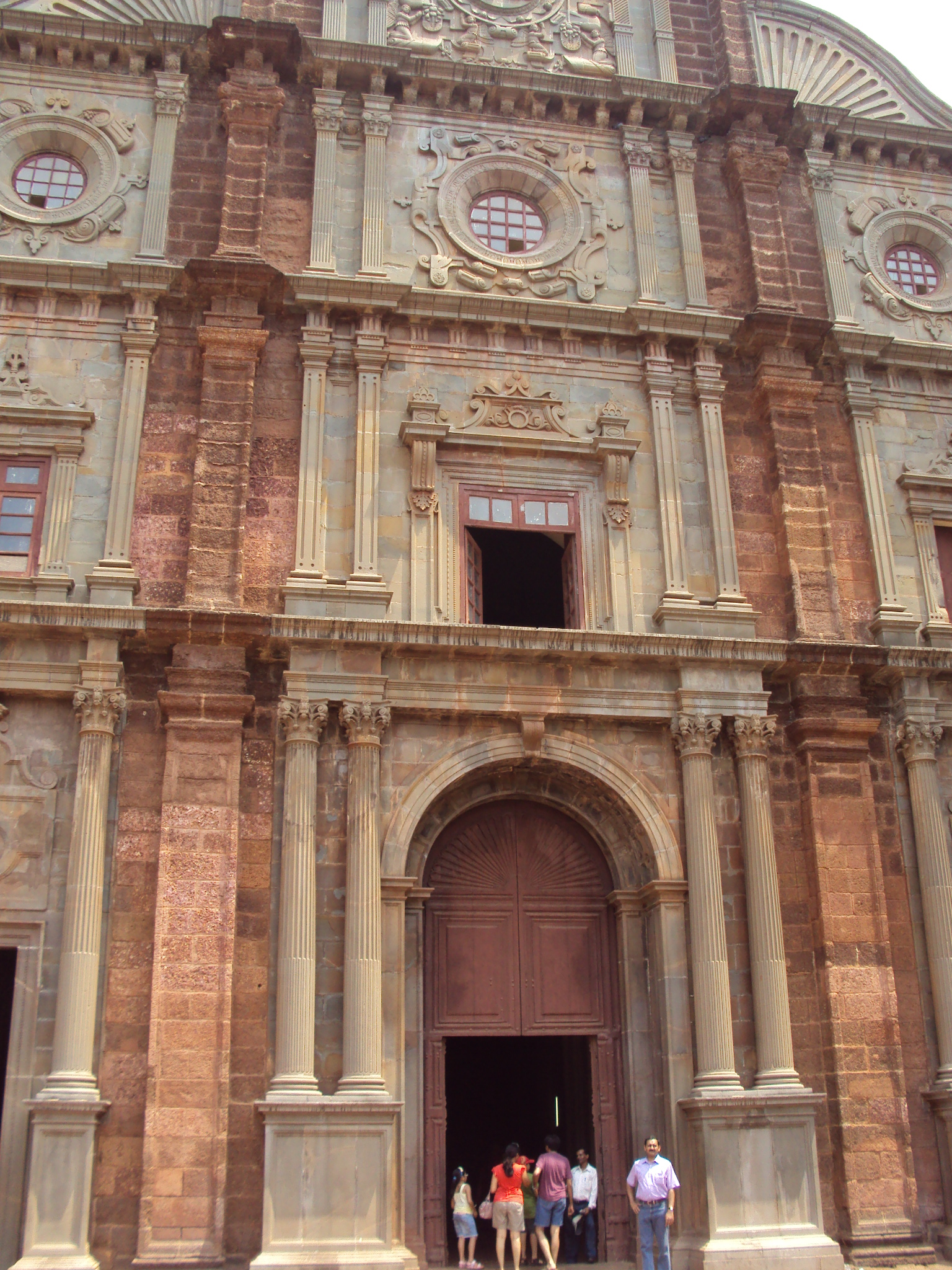
Západní průčelí kostela
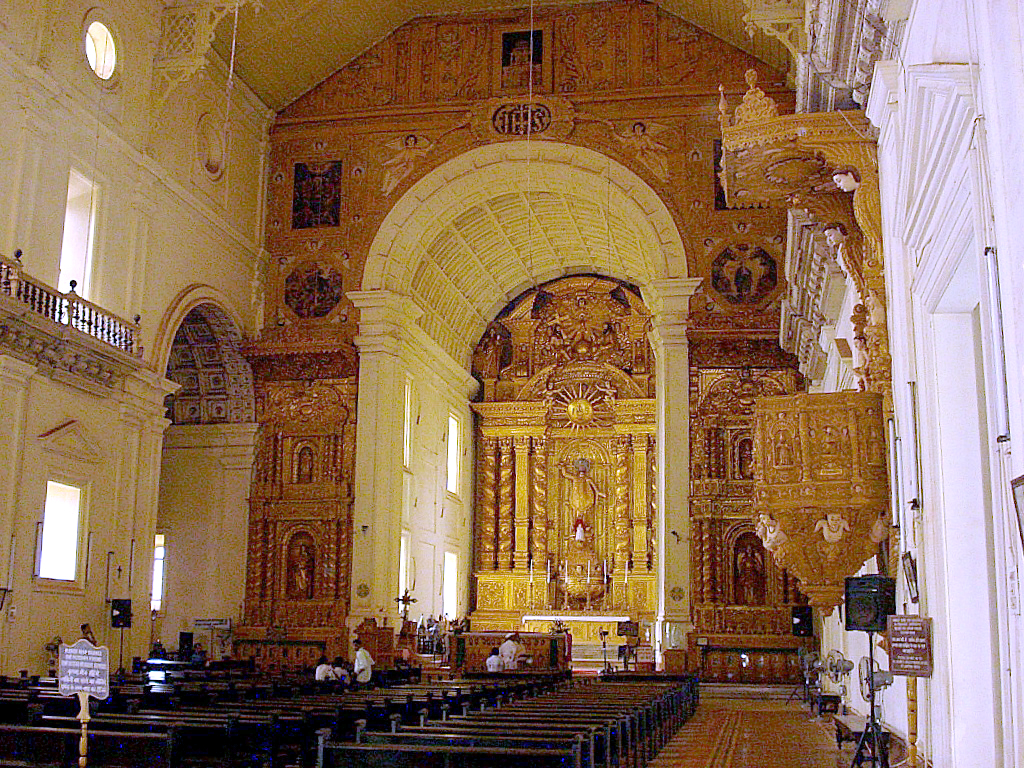
Interiér s hlavním oltářem
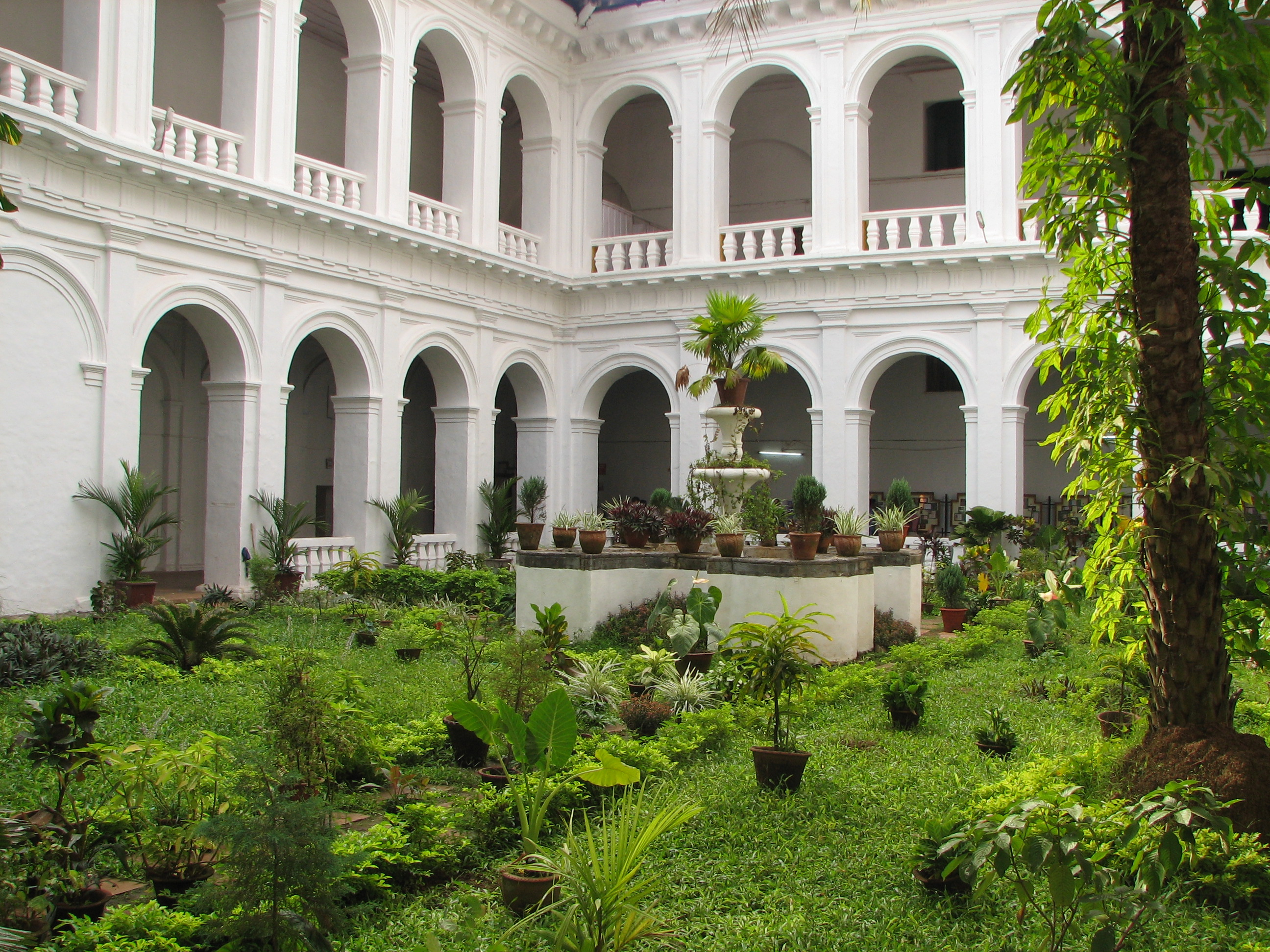
Dvůr baziliky
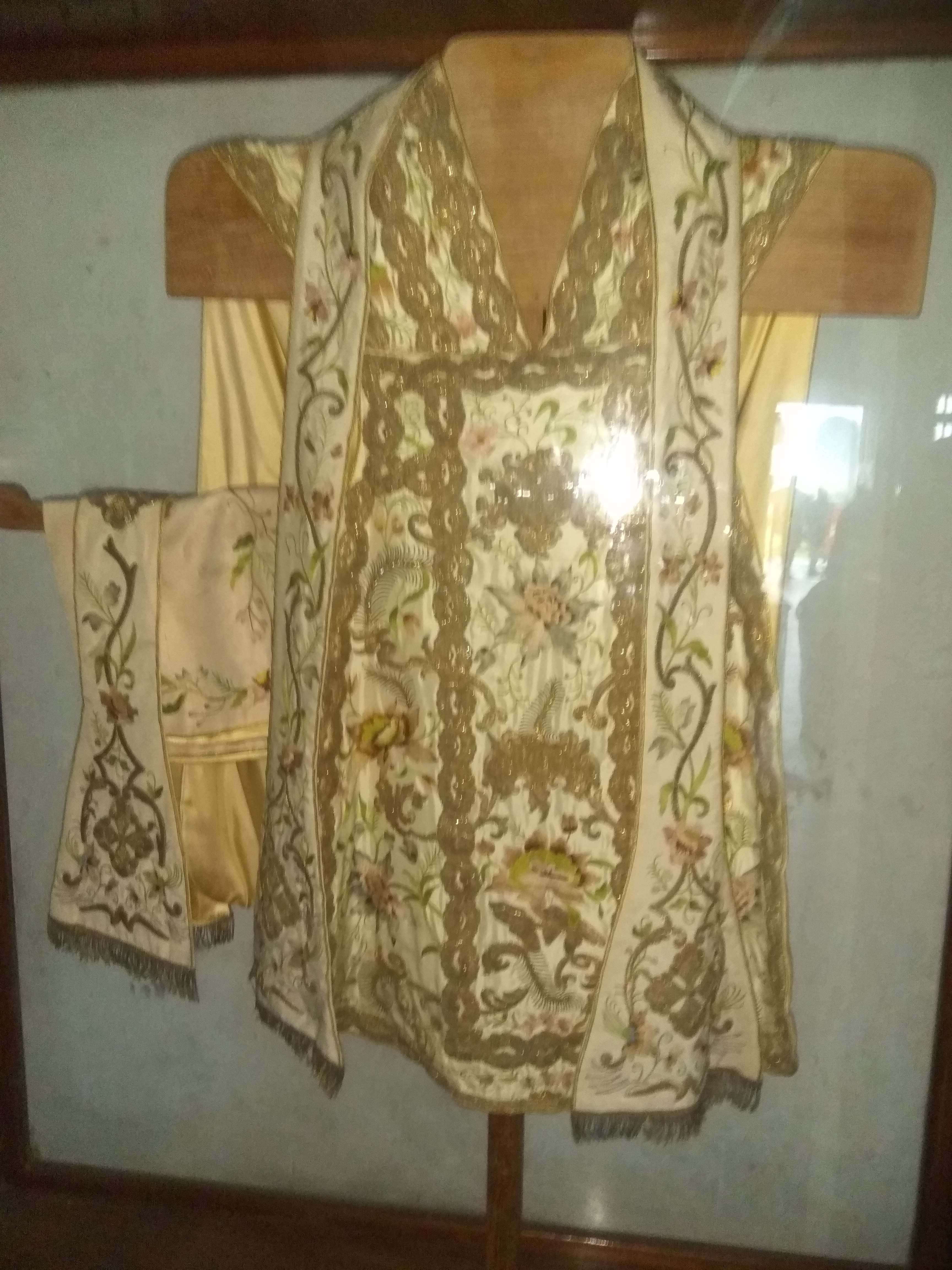
Kasule sv. Františka
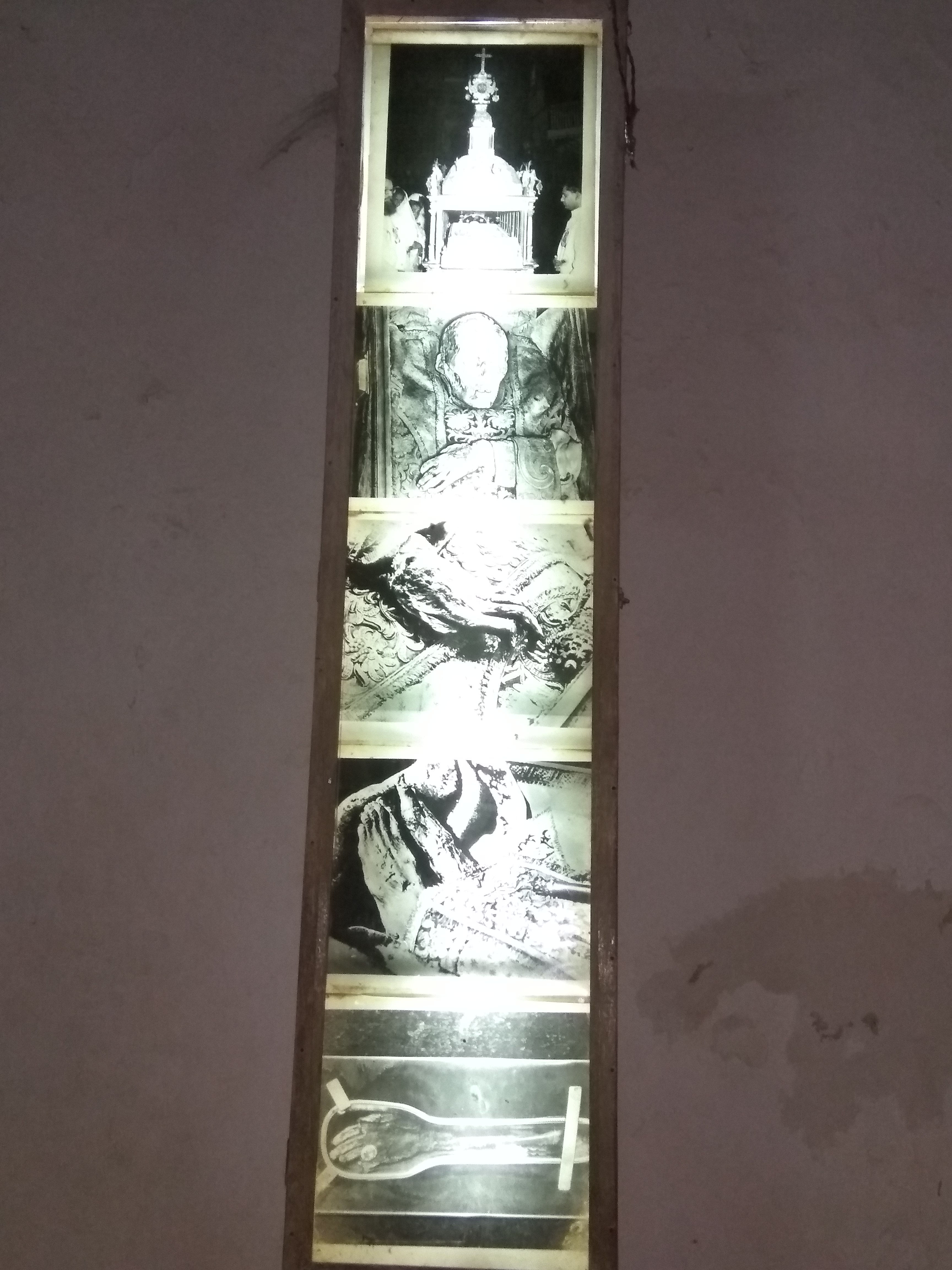
Fotografie relikvií